# Liste de ponts du Nord

## Ponts de longueur supérieure à100m
Les ouvrages de longueur totale supérieure à 100 m du département du Nord sont classés ci-après par gestionnaires de voies.

### Autoroute
Viaduc de Trith-Saint-Léger, (A2); 250 m

## Ponts de longueur comprise entre50met100m
Les ouvrages de longueur totale comprise entre 50 et 100 m du département du Nord sont classés ci-après par gestionnaires de voies.

## Ponts présentant un intérêt architectural ou historique
Les ponts du Nord inscrits à l’inventaire national des monuments historiques sont recensés ci-après.
- Pont levant hydraulique[1] - Tourcoing - labellisé Patrimoine du XXe siècle

## Sources
Base de données Mérimée du Ministère de la Culture et de la Communication.